# 凯文·麦克唐纳
凯文·麦克唐纳（英語：Kevin Macdonald，1967年10月28日—）是一名苏格兰电影导演，主要作品有《九月的某一天》、《绝对阴谋》、《最后的苏格兰王》、《攀越冰峰》和《雷鬼教父巴布馬利》等。其中《九月的某一天》赢得奥斯卡最佳纪录长片奖，《攀越冰峰》成为英国电影学院奖最佳英国电影。

## 生平
麦克唐纳生于苏格兰格拉斯哥，具有英格兰和匈牙利血统。成长于西鄧巴頓郡
的一个牧羊场。就读于格兰诺蒙德学院（Glenalmond College）。他的哥哥 Andrew Macdonald 是位电影监制。加拿大喜剧人物 Norm Macdonald 是凯文的叔叔。
1999年，凯文与 Tatiana Lund 结婚，两人育有三个儿子，一家人居住于伦敦。

## 执导电影
- 1999：《九月的某一天（英语：One Day in September）》（紀錄片）
- 2001：《米克賈格傳（英语：Being Mick）》（電視紀錄片）
- 2003：《攀越冰峰（英语：Touching the Void (film)）》
- 2006：《最後的蘇格蘭王》
- 2007：《我敵人的敵人（英语：My Enemy's Enemy）》（紀錄片）
- 2009：《絕對陰謀》
- 2011：《帝國戰記》
- 2011：《生命中的每一天（英语：Life in a Day (2011 film)）》
- 2012：《雷鬼教父巴布馬利（英语：Marley (film)）》（紀錄片）
- 2013：《我的生存之道（英语：How I Live Now (film)）》
- 2014：《黑海浩劫》
- 2016：《11.22.63（英语：11.22.63）》（電視劇）
- 2016：《天梯：蔡國強的藝術（英语：Sky Ladder: The Art of Cai Guo-Qiang）》（紀錄片）
- 2017：《綠洲（英语：Oasis (2017 film)）》（電視試播集）
- 2018：《永遠愛你，惠妮！》（紀錄片）
- 2021：《一日人生》（紀錄片）
- 2021：《失控的審判（英语：The Mauritanian）》
- 2023：《高峰与低谷-约翰·加里亚诺（英语：High & Low – John Galliano）》（紀錄片）
- 2023：《喀布尔的绝唱》（Last Song from Kabul，紀錄短片）
- 2024：《克里契科：不僅僅是一場戰鬥》（Klitschko: More than a Fight，紀錄短片）
- 2024：《一对一：约翰与洋子（英语：One to One: John & Yoko）》（紀錄片）
- TBA：《逃亡者（英语：The Runner (upcoming film)）》

## 传记
- Emeric Pressburger: The Life and Death of a Screenwriter by Kevin Macdonald. London: Faber and Faber, 1994. ISBN  (Paperback ISBN 0-571-17829-4).
- Imagining Reality: The Faber Book of the Documentary by Kevin Macdonald and Mark Cousins. London: Faber and Faber, 1996. ISBN 0-571-17723-9.
- Imagining Reality: The Faber Book of the Documentary: Second Edition by Kevin Macdonald and Mark Cousins. London: Faber and Faber, 1996. ISBN 0-571-22514-4.

## 文学作品
- Ian Aitken (ed) Encyclopedia of the Documentary Film, Routledge, 2005